# Alphonse Van den Eycken
Alphonse Van den Eycken, né à Grammont le 14 septembre 1817 et mort dans la même ville le 16 mars 1891, est un peintre belge connu pour ses portraits, ses scènes de genre et ses scènes religieuses.
Au Salon de Bruxelles de 1845, il obtient une médaille de vermeil. Ses œuvres sont notamment conservées à Bruges, à Grammont et dans plusieurs églises flamandes.

## Biographie

### Famille
Alphonse (Alfons Ange Jacques) Van den Eycken, né à Grammont le 14 septembre 1817, est le fils de Jean Van den Eycken (1775-1849), professeur, puis directeur du pensionnat de Grammont, et de Colette Marie Jacqueline Van der Eycken (1784), mariés à Grammont le 18 avril 1809. Il épouse, à Gand le 20 avril 1849, Clémentine Catherine Canneel (1821-1859). L'un de ses témoins de mariage est le peintre Jean-Baptiste Lammens (d).

### Formation
De 1829 à 1832, Alphonse Van den Eycken étudie à l'École de dessin et d'architecture. En 1837, il est étudiant à l'Académie royale des beaux-arts de Gand, sous la direction de Pierre Van Huffel. En 1838, il présente Un intérieur au Salon de Gand. En 1842, il reçoit une subvention de la ville de Grammont qui lui est accordée en raison de son talent, de ses progrès et de son assiduité au travail. 

### Carrière
Établi à Gand depuis 1841 ou 1842, il expose au Salon d'Anvers de 1843, une scène historique représentant Quentin Metsys, et la même année, il envoie deux scènes de genre à l'exposition des beaux-arts de Leipzig. Deux ans plus tard, grâce à L'Agrément paternel, il obtient une médaille de vermeil au Salon de Bruxelles de 1845.
En mauvaise santé depuis plusieurs années, et confronté à des revers familiaux et financiers, Alphonse Van den Eycken meurt, à l'âge de 73 ans, chez un ami, Adrien Donckervolke, place de la Gare à Grammont, le 16 mars 1891.

## Œuvre

### Caractéristiques
Son champ pictural les scènes de genre, les portraits et les scènes religieuses. Ses œuvres reflètent la vie domestique paisible. Les meilleurs portraits de l'artistes datent de 1875 à 1890. Selon l'historienne de l'art Ludwine Vander Heyde, des peintres mineurs comme Alphonse Van den Eycken représentent le charme de l'école belge de peinture.

### Réception critique
Au Salon de Bruxelles de 1845, le critique Victor Joly écrit, au sujet de son tableau L'Agrément paternel : « La tête du père est naïve et pleine de bonhomie, elle exprime avec bonheur les innocentes jouissances de la paternité. Ce brave homme est très mal logé ».

### Expositions

#### Belgique
- Salon de Gand (XVII) de 1838 : Un intérieur[3].
- Salon de Bruges de 1840 : Une causerie[8].
- Salon d'Anvers de 1843 : Quentin Metsys, de forgeron devenu peintre, obtient la main de sa bien aimée, après avoir peint une muche sur un des tableaux de son père[9].
- Salon de Bruxelles de 1845 : L'Agrément paternel[5].
- Salon de Gand (XX) de 1847 : Une partie de cartes[10].
- Exposition d'Ypres en 1851 : médaille d'argent.
- Salon d'Anvers de 1852 : Les Frères van Eyck et leur sœur Marguerite devant l'esquisse du fameux retable de Saint Bavon à Gand[11].
- Salon de Gand (XXIIIe) de 1856 : Les Frères van Eyck et leur sœur Marguerite devant l'esquisse du fameux retable de Saint Bavon à Gand, Une caverne de voleurs. Partage du butin, Ah coquin, je crois ! et Portrait de l'auteur[12].
- Salon de Bruxelles de 1857 : Ah ! coquin, je crois, Qui ? moi ? et Les Frères van Eyck et leur sœur Marguerite devant l'esquisse du fameux retable de Saint Bavon à Gand[13].
- Salon de Gand (XXVIIe) de 1868 : Les Frères van Eyck et leur sœur Marguerite devant l'esquisse du fameux retable de Saint Bavon à Gand[14].

#### Allemagne
- Exposition des beaux-arts de Leipzig de 1843 : Le Jeu de cartes et Le Repas[4].

### Collections muséales et églises
Les œuvres d'Alphonse Van den Eycken sont notamment conservées dans les lieux suivants : 
- Musée de Bruges : La Causerie.
- Hôtel de ville de Grammont : trois œuvres : L'Amant à la fenêtre, Les Frères van Eyck dans leur atelier et Les Brigands se partagent leur butin.
- Église Saint-Bathélémy de Grammont : un triptyque.
- Église Notre-Dame de Steenhuize-Wijnhuize : L'Assomption de Notre-Dame (1847) et La Décollation de Sainte Catherine (1850).
- Église de Lierde-Saint-Martin : les quatorze stations du chemin de croix (1886-1887).
- Église paroissiale de Zarlardinge : Marie présente le Rosaire à Saint Dominique (1888).